# Windows Imaging Component
Windows Imaging Component (WIC) はComponent Object Modelに基づいた画像コーデックのフレームワークであり、Windows VistaおよびWindows XP Service Pack 3以降で導入されたもので、デジタル画像および画像のメタデータを処理する。これにより、WICを利用したアプリケーションはインストールされた画像形式のコーデックによるサポートが自動的に得られるようになる。
画像コーデックを使用してサードパーティーの画像形式にシステム全体で対応できる点において、GDI+、DirectShow、ACM、VCMなどの技術に類似している。加えて、Windows Presentation Foundation (WPF) のアプリケーションは自動的にインストールされた画像コーデックをサポートする。ハイエンドのデジタルカメラで使用されるRAW画像形式のコーデックもWICを利用してサポートを追加することが可能である。
WICによってアプリケーション開発者はあらゆる画像形式での画像処理を単一で共通のAPIで、特定の画像形式に対する前提知識を必要とせず処理可能になる。
またWIC用のコーデックを記述することによって、すべてのWICネイティブアプリケーション、.NET 3.x以降のマネージアプリケーション、およびWPFアプリケーションでその画像形式をサポートすることが可能になる。
WICにはWindows 7、Windows 8、Windows 8.1、Windows 10にて新機能が追加されている。

## 機能
Windows Imaging Componentはピクセルフォーマットやメタデータを実行時に自動的に検出するような拡張可能な画像コーデックのアーキテクチャを提供する。これは画像ファイルに含まれる任意のメタデータの読み書きをサポートしており、認識されていないメタデータの編集中にこれを保護することができる。実行中、32ビット毎チャネル以上の高色深度の画像データを保持し、改良されたハイダイナミックレンジイメージの生成パイプラインをWindows Vista上に構成する。
Windows Imaging ComponentはWindows カラー システムをサポートしている。これはWindows Vistaでのインターナショナル・カラー・コンソーシアムのV4-compliantなカラーマネージメントシステム技術である。

### コーデック
デフォルトではWindows VistaはJPEG, TIFF, GIF, PNG, BMP と HD Photoのエンコーダ、デコーダ、 ICO (icon image file format) のデコーダをサポートしている。また2009年現在、一部のカメラメーカーとサードパーティはプロプリエイタリなRAW画像のWICコーデックやMacのようなRAW画像のサポートをWindows 7とVistaにすでに提供している。
2011年7月には、マイクロソフトによって大きな拡張が加えられ、現在の多くのデジタルカメラへのコーデックパックを規定した。

### メタデータ
WICはメタデータとしてExchangeable Image File (Exif)、PNG textual metadata、image file directory (IFD)、IPTC Information Interchange Model、そしてExtensible Metadata Platform (XMP) といったフォーマットをサポートしている。また、WICはサードパーティによるメタデータ拡張フレームワークの実装を含む。
メタデータフォーマットのサポートはコーデックごとに行われる。例えばネイティブなJPEGコーデックはXMPをサポートしているが、GIFやPNGではサポートされていない。

## 採用

### MicrosoftでのWICの使用
Windows Vistaにおいて、Windowsエクスプローラー、Windows フォト ギャラリーのビューアーはWindows Imaging Componentに基づいており、それゆえにWICコーデックが対応している画像を表示・整理することができる。
Windows 7以降では、Windows Media Center (Windows 7 Home Premium 以上のエディションで利用可) でWICが有効化される。GDI+グラフィックスライブラリは、多くのネイティブアプリケーションや.NET 2.0環境下のSystem.Drawingによって利用されているが、WICの上に構築されている。とはいえ、GDI+はサードパーティあるいは外部のコーデックをロードしない。WICのソフトウェアスタックは大規模な改良が行なわれ、現在はスレッド独立 (free threaded) となり、すべての組み込みおよび外部のコーデックもまたオペレーティングシステムに搭載されている。スレッド独立であることもまた、Windows 7を対象とする新しいコーデックのための要件である。
WICは、スタンドアロンのダウンロード版として、あるいは.NET Framework 3.0の一部として、Windows XP上でも利用可能である。Microsoft PowerToys for Windows XP は "Photo Info" としても知られ、Windowsエクスプローラーから画像のメタデータの閲覧や編集を可能にするが、これもまたWICを利用している。
Microsoft Expression Design のインポート・エクスポート機能は、WIC Expression Media Service Pack 1 に完全に基づいており、のちに RAW カメラフォーマットと HD Photo も WIC を使って追加で対応している。

### サードパーティのサポート
2007年において、いくつかのサードパーティ製画像処理ソフトウェア (画像編集、画像管理、画像ビューアー) が、WICを使っている。
FastPictureViewer は、スタンドアロンのシンプルなサードパーティー製画像ビューアーで、WICを使ってHD PhotoおよびRAWカメラフォーマット (NRW, NEF, CR2, DNG) とともに標準的な画像形式をサポートしている。Adobe Photoshop用の実験的なWICインポートプラグインも、FastPictureViewer のWebサイト上で見つけることができる。
IMatchは、バージョン 3.6.0.76 から WIC に対応するようになった。